# Hercule Poirot
Hercule Poirot là một nhân vật giả tưởng của nhà văn Agatha Christie. Trong vai trò một thám tử tư người Bỉ, Poirot đã xuất hiện trong 33 tiểu thuyết và 54 truyện ngắn trinh thám của Agatha Christie xuất bản trong giai đoạn 1920-1975. Hercule Poirot cùng Bà Marple là hai nhân vật trinh thám nổi tiếng nhất của Agatha Christie nói riêng cũng như của văn học trinh thám thế giới thế kỉ 20 nói chung. Nhân vật Poirot cũng xuất hiện nhiều lần trong các bộ phim điện ảnh và truyền hình chuyển thể từ tác phẩm của Agatha Christie.

## Lịch sử xuất bản

### Tổng quan
Tên của Hercule Poirot được lấy theo hai nhân vật thám tử khác là Hercule Popeau của nhà văn Marie Belloc Lowndes' và Monsieur Poiret của Frank Howel Evans trong đó Poiret là một thanh tra cảnh sát người Bỉ đã nghỉ hưu và sống ở Luân Đôn. Hercule Poirot xuất hiện lần đầu trong tiểu thuyết trinh thám đầu tay của Agatha Christie Vụ án bí ẩn ở Styles (The Mysterious Affair at Styles) xuất bản năm 1920. Hercule Poirot bắt đầu thực sự nổi tiếng sau khi tiểu thuyết Vụ ám sát Roger Ackroyd (The Murder of Roger Ackroyd) được Agatha Christie cho xuất bản năm 1926, sau đó nữ nhà văn còn cho ra đời nhiều tiểu thuyết xuất sắc khác về Poirot như Án mạng trên chuyến tàu tốc hành Phương Đông (Murder on the Orient Express), The A.B.C Murders (1935), Cards on the Table (1936) hay Five Little Pigs (1942).
Lần xuất hiện cuối cùng của Poirot là trong tiểu thuyết Thám tử rời sân khấu (Curtain: Poirot's Last Case) xuất bản năm 1975 chỉ một năm trước khi Agatha Christie qua đời. Sau khi Thám tử rời sân khấu được xuất bản, tờ New York Times trong số báo ra ngày 6 tháng 8 năm 1975 đã có một bài điếu văn với tựa đề "Hercule Poirot is Dead; Famed Belgian Detective" ("Hercule Poirot đã chết; Thám tử người Bỉ danh tiếng"), Poirot là nhân vật giả tưởng duy nhất cho đến nay có được vinh dự này.
Mặc dù Hercule Poirot là nhân vật xuất hiện nhiều nhất trong số các tiểu thuyết của Agatha Christie nhưng ngay từ năm 1930, nhà văn đã bộc lộ sự chán ngán với nhân vật này, tuy nhiên bà vẫn tiếp tục sáng tác các tiểu thuyết mới xoay quanh viên thám tử người Bỉ vì theo Christie thì nhiệm vụ của nhà văn là sáng tác ra những gì công chúng yêu thích, và Poirot lại là nhân vật được độc giả hết sức yêu mến.

### Danh sách cụ thể
Dưới đây là danh sách các tác phẩm có sự xuất hiện của Hercule Poirot xếp theo thứ tự xuất bản:
- The Mysterious Affair at Styles (1920)
- Murder on the Links (1923)
- Poirot Investigates (1924, tập truyện ngắn)
- The Murder of Roger Ackroyd (1926)
- The Big Four (1927)
- The Mystery of the Blue Train (1928)
- Black Coffee (1930)
- Peril at End House (1932)
- Lord Edgware Dies (1933)
- Murder on the Orient Express (1934)
- Three Act Tragedy (1935)
- Death in the Clouds (1935)
- The A.B.C. Murders (1936)
- Murder in Mesopotamia (1936)
- Cards on the Table (1936)
- Death on the Nile (1937)
- Dumb Witness (1937)
- Murder in the Mews (1937, tập truyện ngắn)
- Appointment with Death (1938)
- Hercule Poirot's Christmas
- Sad Cypress (1940)
- One, Two, Buckle My Shoe (1940)
- Evil Under the Sun (1941)
- Five Little Pigs (1942)
- The Hollow (1946)
- The Labours of Hercules (1947, tập truyện ngắn)
- Taken at the Flood (1948)
- Mrs McGinty's Dead (1952)
- After the Funeral (1953)
- Hickory Dickory Dock (1955)
- Dead Man's Folly (1956)
- Cat Among the Pigeons (1959)
- The Adventure of the Christmas Pudding (1960, tập truyện ngắn)
- The Clocks (1963)
- Third Girl (1966)
- Hallowe'en Party (1969)
- Elephants Can Remember (1972)
- Poirot's Early Cases (1974, ss)
- Curtain: Poirot's Last Case (viết năm 1940, xuất bản năm 1975)
- Problem at Pollensa Bay and Other Stories (1991, tập truyện ngắn)
- While the Light Lasts and Other Stories (1997, tập truyện ngắn)